# Граф Валенса

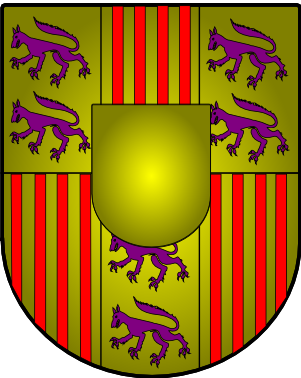
Герб Энрике де Менезеша, 1-го графа де Валенса

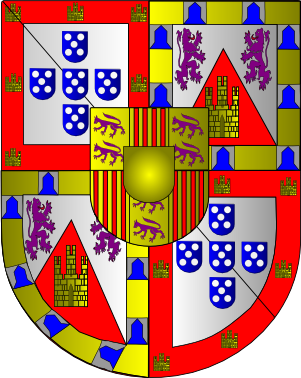
Герб маркизов де Вила-Реал и графов де Валенса

Граф де Валенса — португальский дворянский титул. Был создан 20 июля 1464 года королем Португалии Афонсу V для Энрике де Менезеша (1450—1480), который уже носил титулы 3-го графа да Виана (да-Фош-ду-Лима) и 4-го графа де Виана (ду-Алентежу). Но 12 ноября 1471 года Энрике де Менезеш вернул графство Валенсы короне, а взамен получил титул графство де Лоле.
Позднее, 12 декабря 1499 года, по указу короля Португалии Мануэла I графство де Валенса было передано Фернанду де Менезешу, 2-му маркизу де Вила-Реал, 4-му графу де Вила-Реал и 1-му графу де Алкотин, двоюродному брату Энрике де Менезеша.

## Список графов де Валенса
1. Энрике де Менезеш, 4-й граф де Виана[порт.] (1450—1480), 3-й граф де Виана (да-Фош-ду-Лима), 1-й граф де Лоле. Старший сын Дуарте де Менезеша, графа де Виана-ду-Алентежу, и Изабел де Каштру
2. Фернанду де Менезеш, 2-й маркиз де Вила-Реал[порт.] (1463 — ?), также известен как Фернанду II де Менезеш, 4-й граф де Вила-Реал и 1-й граф де Алкотин, двоюродный брат предыдущего, старший сын Педру де Менезеша, 1-го маркиза де Вила-Реал (1425—1499), и Беатриш де Браганса (1440—?). Губернатор Сеуты (1491—1509)
3. Педру де Менезеш, 3-й маркиз де Вила-Реал[порт.] (1486—?), также известен как Педру III де Менезеш, 5-й граф де Вила-Реал, старший сын предыдущего и Марии Фрейре де Андраде, губернатор Сеуты (1512—1517, 1524—1525)
4. Мигел де Менезеш, 4-й маркиз де Вила-Реал[порт.] (1520—?), также известен как Мигел I де Менезеш, 6-й граф де Вила-Реал, старший сын предыдущего. Губернатор Сеуты (1562—1563)
5. Мануэл де Менезеш, 5-й маркиз де Вила-Реал[порт.] (1530—?), также известен как Мануэл де Менезеш, 1-й герцог де Вила-Реал и 7-й граф де Вила-Реал, младший брат предыдущего. Губернатор Сеуты (1567—1574, 1577—1578)
6. Мигел Луиш де Менезеш, 6-й маркиз де Вила-Реал[порт.] (1565—1637), также известен как Мигел II де Менезеш, 1-й герцог де Каминья и 8-й граф де Вила-Реал, старший сын предыдущего. Губернатор Сеуты (1592—1594, 1597—1601, 1605—1616, 1623, 1625—1626).
7. Луиш де Норонья и Менезеш[порт.] (1570—1641), также известен как Луиш де Менезеш, 7-й маркиз де Вила-Реал и 9-й граф де Вила-Реал, младший брат предыдущего. Губернатор Сеуты (1616—1622).

В 1641 году Луиш де Норонья и Менезеш, 7-й маркиз де Вила-Реал и 7-й граф де Валенса (1570—1641), был казнен в Португалии за государственную измену вместе со своим сыном, Мигелем Луишем, 2-м герцогом де Каминья (1614—1641). А его дочь, Мария Беатриш де Менезеш (1614—1668), бывшая замужем за испанским графом де Медельин, осталась в Испании.
Чтобы вознаградить её верность испанским Габсбургам, король Испании Филипп IV 23 марта 1660 года пожаловал ей титул графини де Валенса и Вальядарес в качестве испанского титула. Беатриш де Менезеш так и не вернулась на родину, а этот титул никогда не был признан в Португалии.

## Графы де Валенса и Вальядарес (1660-)
- Беатрис де Менезес, 1-я графиня де Валенса и Вальядарес (1614—1668), дочь Луиса де Менесеса и Нороньи (1570—1641), 3-го герцога де Вила-Реал (1589—1641), и Жулианы де Менесес.
- Педро Дамиан Портокарреро, 9-й граф де Медельин  и 2-й граф де Валенса и Вальядарес (1640—1704), старший сын предыдущей
- Луиза Фелисиана Портокарреро, 10-я графиня де Медельин и 3-я графиня де Валенса и Вальядарес (1641—1705), сестра предыдущего и дочь 1-й графини
- Гильен Рамон де Монкада, 6-й маркиз де Айтона, 4-й граф де Валенса и Вальядарес (1671—1727), старший сын 3-й графини
- Мария Тереза де Монкада, 7-я маркиза де Айтона, 5-я графиня де Валенса и Вальядарес (1707—1756), старшая дочь предыдущего
- Педро де Алькантара Фернандес де Кордова, 12-й герцог де Мединасели, 6-й граф де Валенса и Вальядарес (1730—1789), старший сын 5-й графини
- Луис Фернандес де Кордова, 13-й герцог де Мединасели, 7-й граф де Валенса и Вальядарес (1749—1806), старший сын предыдущего
- Луис Фернандес де Кордова, 14-й герцог де Мединасели, 8-й граф де Валенса и Вальядарес[кат.] (1780—1840), старший сын 7-го графа
- Луис Фернандес де Кордова, 15-й герцог де Мединасели, 9-й граф де Валенса и Вальядарес[кат.] (1813—1873), старший сын предыдущего
- Луис Фернандес де Кордова, 16-й герцог де Мединасели, 10-й граф де Валенса и Вальядарес (1851—1879), старший сын предыдущего
- Луис Фернандес де Кордова, 17-й герцог де Мединасели, 11-й граф де Валенса и Вальядарес (1880—1956), единственный сын предыдущего
- Виктория Евгения Фернандес де Кордова, 18-я герцогиня де Мединасели, 12-я графиня де Валенса и Вальядарес (1917—2013), старшая дочь предыдущего
- Виктория Елизавета де Гогенлоэ-Лангенбург и Шмидт-Полекс, 20-я герцогиня де Мединасели, 13-я графиня де Валенса и Вальядарес (род. 1997). Единственная дочь принца Марко Гогенлоэ-Лангенбурга, 19-го герцога де Мединасели (1962—2016), и Сандры Шмидт-Полекс (род. 1968), внучка принца Макса фон Гогенлоэ-Лангенбурга (1931—1994), и Анны Луизы де Медина и Фернандес де Кордовы, 13-й маркизы де Наваэрмоса и 9-й графини де Офалия (1940—2012), единственной дочери Виктории Евгении Фернандес де Кордовы, 18-й герцогини де Мединасели (1917—2013).